# Złotniczka
Złotniczka (niem. Goldwasser) – potok w południowo-zachodniej Polsce, w woj. dolnośląskim, na Pogórzu Izerskim, lewy dopływ Czarnego Potoku. Długość ok. 2,5 km, źródła na wysokości ok. 415 m n.p.m., ujście – ok. 315 m n.p.m.

## Opis
Wypływa z zachodnich zboczy Borowińskiej Góry, na Przedgórzu Izerskim, pomiędzy Wolimierzem, Orłowicami a Pobiedną, w rejonie przysiółka Stara Skiba. Płynie ku północnemu wschodowi przez Kotlinę Mirską i na zachód od Mirska wpada do Czarnego Potoku.